# Ngozi Okonjo-Iweala
Ngozi Okonjo-Iweala (Nigèria, 13 de juny de 1954), és una economista que pertany a l'ètnia igbo. Directora general de l'Organització Mundial del Comerç a partir de l'1 de març del 2021.

## Biografia
Educada als Estats Units on es va doctorar en desenvolupament econòmic, ha estat ministra de Finances de la República Federal de Nigèria entre juliol de 2003 i juliol de 2006 i des de juliol de 2011, any que va encarar un ambiciós programa de reformes per contenir la despesa pública. També ha estat Ministra de Relacions Exteriors el 2006. Durant el període 2007-2011 va ser Directora Gerenta del Banc Mundial. El 2012 es va considerar la seva candidatura per presidir aquesta institució i comptava amb el suport de la Unió Africana i elogis de prestigioses publicacions; no obstant això, la seva postulació va ser superada per la de Jim Yong Kim.
L'Organització Mundial del Comerç va iniciar el maig del 2020 un procés de selecció per a la seva direcció general i a finals d'octubre Okonjo-Iweala es va imposar per sobre dels altres set candidats. Els Estats Units, encapçalats aleshores per Donald Trump, s'hi van oposar fins i tot amenaçant d'abandonar l'organisme. L'arribada de Joe Biden a la presidència dels EUA va desbloquejar la situació i el Consell General de l'OMC, en reunió extraordinària del 15 de febrer del 2021, va oficialitzar el nomenament, amb efectivitat de l'1 de març i mandat fins al 31 d'agost del 2025, prorrogable.